# 施坦巴赫
施坦巴赫是德国巴伐利亚州的一个市镇。总面积34.67平方公里，总人口2366人，其中男性1148人，女性1218人（2011年12月31日），人口密度68人/平方公里。